# Diamant (Tranvía de Amberes)
La estación de Diamant es una estación de la red de tranvía de Amberes, perteneciente a la sección del premetro, operada por las líneas    y .
Se encuentra en el túnel sur de la red, cerca de la Estación Central de Amberes.

## Presentación
La estación fue inaugurada el 10 de marzo de 1980. Pertenece a la segunda frase del Premetro de Amberes. Se caracteriza por ser la más profunda de todas.
El primer nivel contiene las máquinas dispensadoras. En el segundo hay un gran pasillo que da acceso a los niveles tercero (andén hacia Opera y Astrid) y cuarto (andén hacia Plantin).
Al nivel de la calle, hay dos paradas de las líneas  y .

## Intermodalidad
| Línea | Recorrido            | Andén |
| ----- | -------------------- | ----- |
|       | Berchem ↔ Melmarkt   | 3     |
|       | Silsburg ↔ Havenhuis | 3     |

| Línea | Recorrido                | Andén |
| ----- | ------------------------ | ----- |
| 12    | Centraal ↔ Sportpaleis   | 4·6   |
| 17    | UZA ↔ Brouwersvliet      | 10·11 |
| 20    | Borsbeek ↔ Centraal      | 10    |
| 21    | Neerland ↔ Centraal      | 10    |
| 23    | Noorderplaats ↔ Centraal | 3·6   |
| 32    | Edegem ↔ Centraal        | 10    |
| 68    | Bocholt ↔ Antwerpen      | 1·5   |
| 191   | Rumst ↔ Antwerpen        | 10    |
| 410   | Turnhout ↔ Antwerpen     | 1·5   |
| 415   | Turnhout ↔ Antwerpen     | 1·5   |
| 416   | Turnhout ↔ Antwerpen     | 1·5   |
| 417   | Turnhout ↔ Antwerpen     | 1·5   |
| 418   | Herentals ↔ Antwerpen    | 1·5   |
| 427   | Herentals ↔ Antwerpen    | 1·5   |
| 429   | Herentals ↔ Antwerpen    | 1·5   |